# Rebutia fabrisii

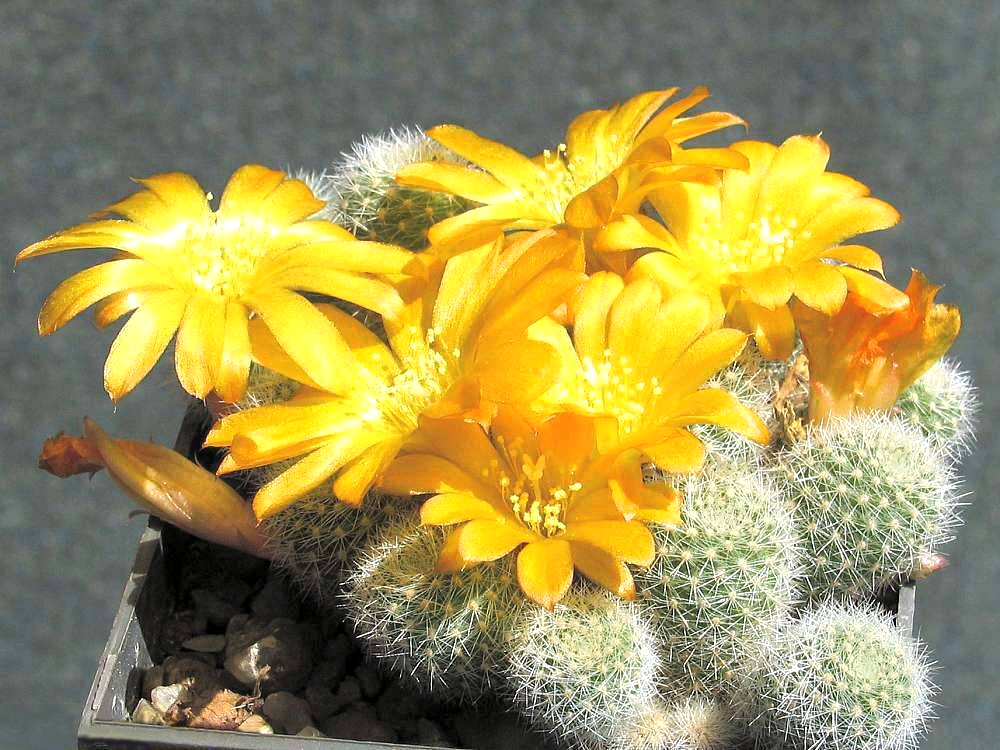
Rebutia fabrisii mit gelben Blüten.

Rebutia fabrisii ist eine Pflanzenart in der Gattung Rebutia aus der Familie der Kakteengewächse (Cactaceae). Das Artepitheton fabrisii ehrt den argentinischen Botaniker Humberto Antonio Fabris (1924–1976).

## Beschreibung
Rebutia fabrisii wächst gruppenbildend mit kugelförmigen Körpern. Die Körper erreichen Durchmesser von bis zu 2 Zentimetern und haben Faserwurzeln. Die Rippen sind spiralförmig angeordnet und in Höcker gegliedert. Die darauf befindlichen fast kreisrunden Areolen sind weiß bis gelb. Die etwa 30 weißen bis gelben Dornen sind kaum in Mittel- und Randdornen zu unterscheiden. Sie sind 4 bis 8 Millimeter lang.
Die roten oder gelben Blüten werden bis 3 Zentimeter lang und erreichen ebensolche Durchmesser. 

## Verbreitung, Systematik und Gefährdung
Rebutia fabrisii ist im Norden von Argentinien in der Provinz Jujuy in Höhenlagen von 2500 bis 2800 Metern verbreitet.
Die Erstbeschreibung durch Walter Rausch wurde 1977 veröffentlicht.
In der Roten Liste gefährdeter Arten der IUCN wird die Art als „Least Concern (LC)“, d. h. als nicht gefährdet geführt.

## Nachweise